# Whitehall, Ohio
Whitehall är en ort i Franklin County i Ohio. Vid 2010 års folkräkning hade Whitehall 18 062 invånare.